# Pongolania
Genre
Pongolania est un genre d'araignées aranéomorphes de la famille des Phyxelididae.

## Distribution
Les espèces de ce genre sont endémiques d'Afrique du Sud. Elles se rencontrent au Gauteng, au Mpumalanga et au KwaZulu-Natal.

## Liste des espèces
Selon World Spider Catalog (version 17.5, 14/09/2016) :
- Pongolania chrysionaria Griswold, 1990
- Pongolania pongola Griswold, 1990

## Publication originale
- Griswold, 1990 : A revision and phylogenetic analysis of the spider subfamily Phyxelidinae (Araneae, Amaurobiidae). Bulletin of the American Museum of Natural History, no 196, p. 1-206 (texte intégral).